# Deadstar Assembly
Deadstar Assembly est un groupe de metal industriel américain, originaire de Fort Lauderdale, en Floride.

## Biographie

### Débuts (2001–2006)
Deadstar Assembly est formé en 2001 d'une collaboration entre Dearborn et le producteur de techno Luis Duran. Ils engagent MuBo (ex-Basic Humans) pour jouer du clavier. Réalisant qu'ils partageaient la même vision musicale, MuBo et Dearborn s'associent pour recruter le reste des membres - The Dro (ex-DeSaad) et Cygnus (ex-The C60's). Le 30 mars 2002, le groupe donne son premier concert au Culture Room à Fort Lauderdale, en Floride. Le guitariste et ami au lycée de Dearborn, Jay, est renvoyé du groupe et remplacé par DreGGs, un étudiant au Art Institute of Fort Lauderdale.
Leur premier album, éponyme, comprend 13 chansons, dont une reprise de la chanson pop des années 1980, Send Me an Angel (originellement de Real Life). En 2004, David Sterry de Real Life contacte le groupe et endossera la chanson. Deadstar Assembly vendra plus de 15 000 exemplaires indépendamment. En 2003, le groupe publie le DVD The Dark Hole Sessions: Vol.1 à l'international. Entre 2004 et 2006, le groupe part significativement en tournée avec des groupes comme Bella Morte, Crossbreed, Celldweller, Genitorturers, The Birthday Massacre, et Wednesday 13. En tournée avec Wednesday 13, le groupe se lance dans un nouvel album, initialement prévu pour 2004.

### Unsaved(2006–2008)
Leur deuxième album, Unsaved, est produit par DSA et Jeremy Staska. L'album est masterisé par Adam Ayan au Bob Ludwig's Gateway Mastering de Portland. Il est publié le 11 juillet 2006 localement aux labels Pure Records, Sony/Red et Fontana/Universal Distribution, et à l'international le 28 avril 2006 au label allemand The A Label, plus tard réédité par Dockyard1.
Le 26 février 2008, la suite du premier DVD, intitulée The Dark Hole Sessions: Vol. 2, est publiée. La chanson Undone (de leur premier album), est incluse sous le titre All You Ever Wanted dans la bande-son de Project Gotham Racing 3. La chanson I'm Just Like You (du même album) est la bande-son du film Picture This (2008). Les chansons du groupe sont aussi entendues dans plusieurs émissions comme Punk'd (épisode 301), MTVs Making The Video - Goo Goo Dolls, et MTV's NEXT.

### Coat of Arms(depuis 2008)
En décembre 2008, Mubo et Deadstar Assembly annoncent la participation de leur ancien claviériste à la chanson Breathe for Me. Le 10 janvier 2009, le groupe annonce le départ du batteur Cygnus et l'arrivée de Kriz D.K. La suite de l'album Unsaved, Coat of Arms, est le troisième album de Deadstar Assembly. En mai 2009, ils sortent la chanson In Secrecy, de leur album Coat of Arms. En septembre 2009, Mubo se joint au groupe pour jouer au State Theater de St. Petersburg, en Floride. 
Leur album Coat of Arms est produit par DeadStar Assembly et Jeremy Staska avec Luis Duran comme producteur exécutif. Il est publié le 13 avril 2010 en Amérique du Nord dans magasins Hot Topic, et à l'international sur iTunes. Deadstar Assembly est invité à jouer au Summer Breeze Festival du 20 août 2010 à Dinkeslbuhl, en Allemagne, avec notamment GWAR, The 69 Eyes, Gorgoroth, The Black Dahlia Murder, Subway to Sally, Cannibal Corpse, Eisbrecher, et Leaves Eyes. Le 12 octobre 2010, ils rééditent l'album Unsaved avec, en chansons bonus, les remixes des chansons Killing Myself Again (Dreggs Mix) et Deathwish (Skurge Mix). Deadstar Assembly publie la vidéo The Darkest Star pour Halloween 2010. 
Ils annoncent plus tard un quatrième album pour 2015. En février 2015, le groupe annonce la sortie de Blame It on the Devil pour le 24 février au label StandBy Records.

## Membres

### Membres actuels
- Dearborn - chant (depuis 2001)
- DreGGs - guitare (depuis 2002)
- The Dro - basse (depuis 2002)
- Kriz D.K. - batterie (depuis 2008)
- Mubo - claviers (2001–2006, depuis 2009)

### Anciens membres
- Jay - guitare (2001–2002)
- sKuz - claviers (2006–2008)
- Cygnus - batterie (2001–2008)

## Discographie

### Albums studio
- 2003 : Deadstar Assembly
- 2006 : Unsaved
- 2010 : Coat of Arms
- 2010 : Unsaved (Bonus Tracks Version)
- 2015 : Blame It on the Devil

### Singles
- 2002 : Send Me an Angel
- 2003 : Breathe for Me
- 2006 : Dejected
- 2006 : Killing Myself Again
- 2009 : In Secrecy
- 2010 : The Darkest Star
- 2015 : Amulet

### DVD
- 2003 : Dark Hole Sessions - Vol. 1
- 2008 : Dark Hole Sessions - Vol. 2

### Clips
- Send Me an Angel (2003)
- Breathe for Me (2004)
- Killing Myself Again (2006)
- Dejected (2007)
- The Darkest Star (2010)

### Bandes son
- Project Gotham Racing 3 [2]
- Picture This[3]
- Épisode 301 de Punk'd[4]
- MTVs Making The Video - Goo Goo Dolls
- MTVs NEXT
- Face Off